# Gobie paganel
Gobius paganellus
Espèce
Statut de conservation UICN

 LC  : Préoccupation mineure
Le Gobie paganel (Gobius paganellus) est une espèce de poissons de la famille des Gobiidae.

## Description
Tête assez massive, comme celle du gobie noir. Grands yeux et lèvres épaisses. La première dorsale est arrondie et de même hauteur que la seconde. Corps brun marbré de taches claires.
Le gobie paganel est reconnaissable à la bordure orangée de sa première dorsale.

## Répartition
Il vit dans l'océan Atlantique, la mer Méditerranée et la mer Noire.

## Mode de vie
Cette espèce est fréquente dans les ports et le pourtour des digues. Comme ses congénères, il est très vorace et se nourrit essentiellement de proies vivantes.
(ébauche copiée de http://perso.wanadoo.fr/christian.coudre/0653.html)